# بكلربكي (تقسيم إداري)
بكلربكي وحدة إدراية كبيرة كانت في ما سبق موجودة في الدولة العثمانية والدولة الصفوية من الفترة الممتدة من القرن الخامس عشر و حتى القرن الثامن عشر. كان يحكم البكلربكي حكام يسمون بكلربكي والتي يمكن ترجمتها إلى القائد الأعلى للقوات المسلحة.
- للبكلربي العثماني، أنظر إيالة عثمانية. [1]
- للبكلربي الصفوي، أنظر بكلربكي صفوي.